# Lijst van voetbalinterlands Georgië - Slovenië
Deze lijst van voetbalinterlands is een overzicht van alle officiële voetbalwedstrijden tussen de nationale teams van Georgië en Slovenië. De landen speelden tot op heden vier keer tegen elkaar. De eerste ontmoeting, een vriendschappelijke wedstrijd, werd gespeeld in Ta' Qali (Malta op 8 februari 1994. Het laatste duel, eveneens een vriendschappelijke wedstrijd, vond plaats op 17 november 2010 in Koper.

## Wedstrijden
| № | Plaats    | Datum            | Competitie           | Wedstrijd          | Uitslag |
| - | --------- | ---------------- | -------------------- | ------------------ | ------- |
| 1 | Ta' Qali  | 8 februari 1994  | Vriendschappelijk    | Georgië – Slovenië | 0 – 1   |
| 2 | Tbilisi   | 27 maart 1999    | EK 2000 kwalificatie | Georgië – Slovenië | 1 – 1   |
| 3 | Ljubljana | 4 september 1999 | EK 2000 kwalificatie | Slovenië – Georgië | 2 – 1   |
| 4 | Koper     | 17 november 2010 | Vriendschappelijk    | Slovenië – Georgië | 1 – 2   |

## Samenvatting
| Competitie        | Totaal gespeeld | Winst Georgië | Gelijk | Winst Slovenië | Doelsaldo Georgië – Slovenië |
| ----------------- | --------------- | ------------- | ------ | -------------- | ---------------------------- |
| EK-kwalificatie   | 2               | 0             | 1      | 1              | 2 − 3                        |
| Vriendschappelijk | 2               | 1             | 0      | 1              | 2 − 2                        |
| Totaal            | 4               | 1             | 1      | 2              | 4 − 5                        |

## Details

### Eerste ontmoeting
| Georgië | 0 – 1 | Slovenië         |
|         | goals | 78' Primož Gliha |

### Tweede ontmoeting
| Georgië             | 1 – 1 | Slovenië           |
| Zaza Dzjanasjia 42' | goals | 52' Zlatko Zahovič |

### Derde ontmoeting
| Slovenië                                | 2 – 1 | Georgië             |
| Milenko Ačimovič 48' Zlatko Zahovič 80' | goals | 55' Sjota Arveladze |

### Vierde ontmoeting
| Slovenië          | 1 – 2 | Georgië                                   |
| Boštjan Cesar 51' | goals | 67' Aleksander Goeroeli 68' Jano Ananidze |

GFF · A-internationals · Bondscoaches · Statistieken · Georgisch vrouwenelftal · Georgië U21 · Georgië U20 · Georgië U19 · Georgië U18 · Georgië U17 · Georgië U16
1990 – 1999 ·
2000 – 2009 ·
2010 – 2019 ·
2020 − 2029
EK 2024
1990 · 
1991 · 
1992 · 
1993 · 
1994 · 
1995 · 
1996 · 
1997 · 
1998 · 
1999 · 
2000 · 
2001 · 
2002 · 
2003 · 
2004 · 
2005 · 
2006 · 
2007 · 
2008 · 
2009 · 
2010 · 
2011 · 
2012 · 
2013 · 
2014 · 
2015 ·
2016 ·
2017 ·
2018 ·
2019 ·
2020 ·
2021 ·
2022 ·
2023 ·
2024
Albanië ·
Andorra ·
Armenië ·
Azerbeidzjan ·
Bosnië en Herzegovina ·
Bulgarije ·
Cyprus ·
Denemarken ·
Duitsland ·
Egypte ·
Engeland ·
Estland ·
Faeröer ·
Finland ·
Frankrijk ·
Gibraltar ·
Griekenland ·
Hongarije ·
Ierland ·
IJsland ·
Iran ·
Israël ·
Italië ·
Jordanië ·
Kameroen ·
Kazachstan ·
Kosovo ·
Kroatië ·
Letland ·
Libanon ·
Liechtenstein ·
Litouwen ·
Luxemburg ·
Malta ·
Marokko ·
Moldavië ·
Mongolië ·
Montenegro · 
Nederland ·
Nieuw-Zeeland ·
Nigeria ·
Noord-Ierland ·
Noord-Macedonië ·
Noorwegen ·
Oekraïne ·
Oezbekistan ·
Oostenrijk ·
Paraguay ·
Polen ·
Portugal ·
Qatar ·
Roemenië ·
Rusland ·
Saint Kitts en Nevis ·
Saoedi-Arabië ·
Schotland ·
Servië ·
Slovenië ·
Slowakije ·
Spanje ·
Thailand ·
Tsjechië ·
Tunesië ·
Turkije ·
Uruguay ·
Verenigde Arabische Emiraten ·
Wales ·
Wit-Rusland ·
Zuid-Afrika ·
Zuid-Korea ·
Zweden ·
Zwitserland
NZS · A-internationals · Bondscoaches · Selecties · Statistieken · Sloveens vrouwenelftal · Olympisch elftal · Slovenië U21 · Slovenië U20 · Slovenië U19 · Slovenië U18 · Slovenië U17 · Slovenië U16
1991 – 1999 ·
2000 – 2009 ·
2010 – 2019 ·
2020 − 2029
EK's: 1996 · 
2000 · 
2004 · 
2008 · 
2012 · 
2016 · 
2020 · 
2024
WK's: 1998 · 
2002 · 
2006 · 
2010 · 
2014 · 
2018 ·
2022
1991 · 
1992 · 
1993 · 
1994 · 
1995 · 
1996 · 
1997 · 
1998 · 
1999 · 
2000 · 
2001 · 
2002 · 
2003 · 
2004 · 
2005 · 
2006 · 
2007 · 
2008 · 
2009 · 
2010 · 
2011 · 
2012 · 
2013 · 
2014 · 
2015 · 
2016 · 
2017 · 
2018 ·
2019 ·
2020 ·
2021 ·
2022 ·
2023 ·
2024
Albanië ·
Algerije ·
Argentinië ·
Armenië ·
Australië ·
Azerbeidzjan ·
België ·
Bosnië en Herzegovina ·
Bulgarije ·
Canada ·
China ·
Colombia ·
Cyprus ·
Denemarken ·
Duitsland ·
Engeland ·
Estland ·
Faeröer ·
 Finland ·
Frankrijk ·
Georgië ·
Ghana ·
Gibraltar ·
Griekenland ·
Honduras ·
Hongarije ·
IJsland ·
Israël ·
Italië ·
Ivoorkust ·
Joegoslavië ·
Kazachstan ·
Kosovo ·
Kroatië ·
Letland ·
Litouwen ·
Luxemburg ·
Malta ·
Mexico ·
Moldavië ·
Montenegro ·
Nederland ·
Nieuw-Zeeland ·
Noord-Ierland ·
Noord-Macedonië ·
Noorwegen ·
Oekraïne ·
Oman ·
Oostenrijk ·
Paraguay ·
Polen ·
Portugal ·
Qatar ·
Roemenië ·
Rusland ·
San Marino ·
Saoedi-Arabië ·
Schotland ·
Servië ·
Servië en Montenegro ·
Slowakije ·
Spanje ·
Trinidad en Tobago ·
Tsjechië ·
Tunesië ·
Turkije · 
Uruguay ·
Verenigde Arabische Emiraten ·
Verenigde Staten ·
Wales ·
Wit-Rusland ·
Zuid-Afrika ·
Zweden ·
Zwitserland
Algerije (2010) · 
Engeland (2010) · 
Paraguay (2002) · 
Spanje (2002) · 
Verenigde Staten (2010) · 
Zuid-Afrika (2002)